# Лопес, Андерсон
Андерсон Лопес (нидерл. Anderson López; род. 25 января 1999 года, Ренкюм, Нидерланды) — нидерландский футболист доминиканского происхождения, нападающий клуба ТЕК.

## Клубная карьера
Лопес — воспитанник клубов «Витесс» и столичного Аякса. Летом 2017 года он перешёл во французский «Монако». Для получения игровой практики Андерсон сразу же был отдан в двухлетнюю аренду в бельгийский «Серкль Брюгге». 26 декабря 2018 года в матче против «Эйпена» он дебютировал в Жюпиле лиге. 

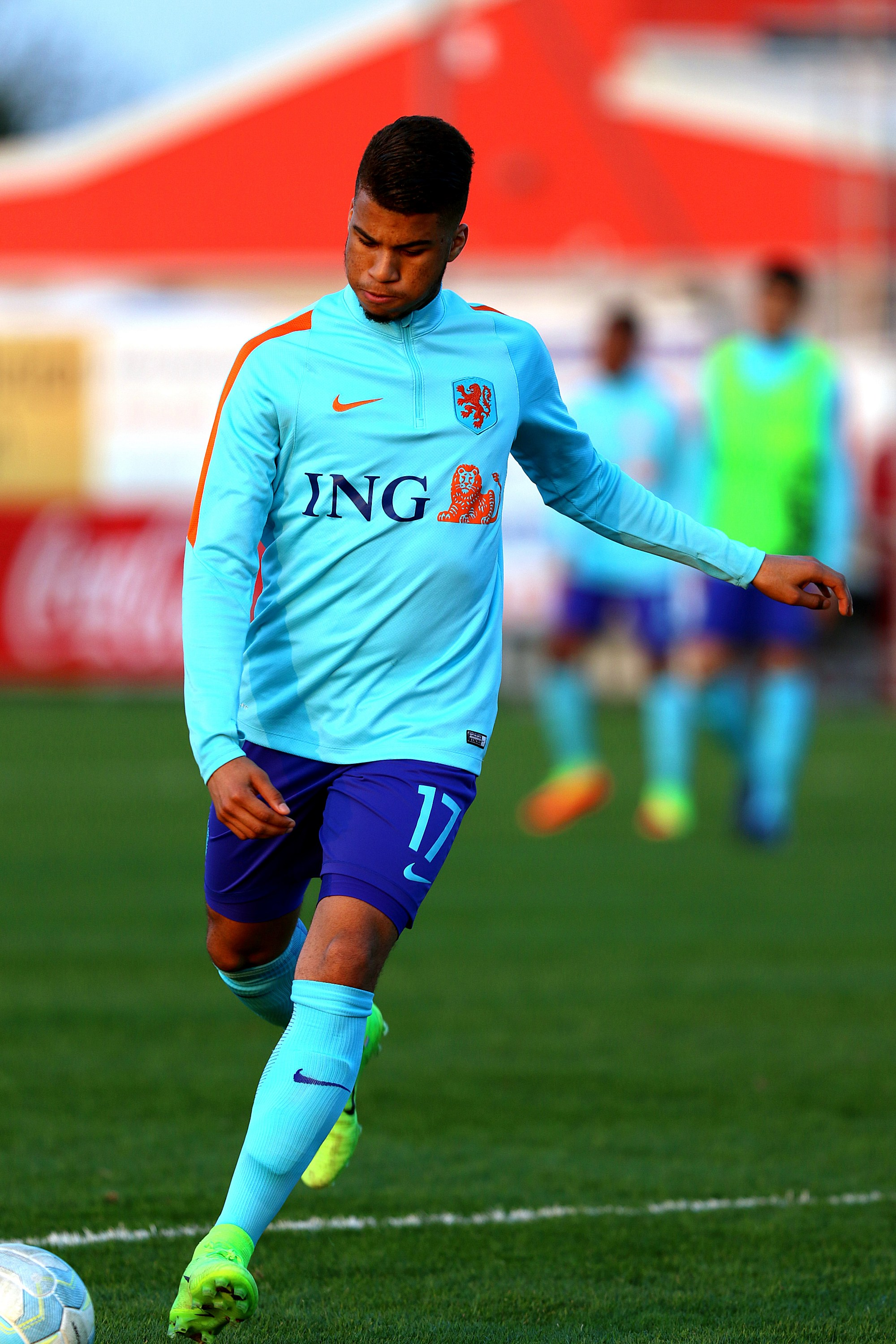
Лопес в составе юношеской сборной Нидерландов